# Stretto di Rupat
Lo stretto di Rupat (indonesiano: Selat Rupat) è un braccio di mare che separa l'isola di Sumatra dall'isola di Rupat, in Indonesia. Lo stretto, situato all'interno del più grande stretto di Malacca, ha una lunghezza di circa 70 km e una larghezza di 6 km. Al suo interno affiorano numerosi isolotti.